# Karim Naït Yahia
 (novembre 2018).
Si vous disposez d'ouvrages ou d'articles de référence ou si vous connaissez des sites web de qualité traitant du thème abordé ici, merci de compléter l'article en donnant les références utiles à sa vérifiabilité et en les liant à la section « Notes et références ».
Karim Naït Yahia est un footballeur algérien né le 19 décembre 1980 à Akbou, dans la wilaya de Béjaïa. Il évoluait au poste de milieu de terrain.

## Biographie
Il évolue en Division 1 avec les clubs de la JSM Béjaïa, de l'AS Khroub, du CS Constantine, et enfin de l'ASO Chlef.
Il joue plus de 100 matchs en première division algérienne.

## Palmarès
- Accession en Ligue 1 en 2006 avec la JSM Béjaïa.